# Susłogon łąkowy
Susłogon łąkowy (Urocitellus beldingi) – gryzoń z rodziny wiewiórkowatych występujący w amerykańskich: na wschodzie stanu Oregon, na północnym wschodzie Kalifornii, na południowym zachodzie Idaho, 
północno-centralnej części Nevady i na południowo-wschodnich obrzeżach Utah. 
Susłogon łąkowy po raz pierwszy został opisany przez Clintona Merriama w 1888 roku i włączony do rodzaju Spermophilus. W 2009 roku amerykańscy zoolodzy Kristofer M. Helgen, F. Russell Cole, Lauren Helgen i Don E. Wilson przedstawili opracowanie rewidujące dotychczasowy podział systematyczny rodzaju Spermophilus. Spermophilus armatus został przez nich zaliczony do nowego rodzaju Urocitellus utworzonego z dawnego podrodzaju Urocitellus Obolenskij i otrzymał nazwę Urocitellus beldingi.